# MS Aschdod
Der MS Aschdod (hebräisch מועדון ספורט אשדוד, Moadon Sport Aschdod) ist ein israelischer Fußballverein aus Aschdod. Er spielt gegenwärtig in der höchsten Spielklasse Israels, der Ligat ha’Al. Die Vereinsfarben sind Gelb und Rot.

## Allgemeines
Der Verein wurde 1999 als Fusion der beiden Aschdoder Vereine Hapoel Aschdod und Maccabi Ironi Aschdod gegründet. Im ersten Jahr nach der Gründung war die Vereinsfarbe noch Blau. Ein Jahr später wählte man die Vereinsfarben Gelb (für Maccabi) und Rot (für Hapoel). Anfangs war der Verein nicht sehr erfolgreich, ehe man in der Saison 2004/05 den dritten Platz der Liga erreichte und im Pokalfinale erst im Elfmeterschießen verlor. In der 2005/06er Saison spielte der Verein im UEFA-Pokal, musste sich aber dem slowenischen Vertreter geschlagen geben.

## Kader der Saison 2024/25
Stand 21. Februar 2025
| Nr. |         | Position | Name                 |
| --- | ------- | -------- | -------------------- |
| 1   | Israel  | TW       | Ariel Harush         |
| 3   | Israel  | AB       | Shahar Rosen         |
| 4   | Uganda  | AB       | Timothy Dennis Awany |
| 6   | Senegal | MF       | Martin Ndzie         |
| 7   | Israel  | ST       | Shlomi Azulay        |
| 9   | Israel  | MF       | Shalev Harush        |
| 10  | Israel  | MF       | Mohamad Kanaan       |
| 11  | Israel  | AB       | Roy Levy             |
| 14  | Israel  | MF       | Noam Mucha           |
| 15  | Israel  | AB       | Tom Ben Zaken        |
| 16  | Israel  | AB       | Maor Yashilirmak     |
| 18  | Israel  | MF       | Ilay Tamam           |
| 19  | Israel  | ST       | Adir Levi            |
| 21  | Israel  | ST       | Elia Gethon          |
| 21  | Israel  | MF       | Liav Farada          |

| Nr. |        | Position | Name             |
| --- | ------ | -------- | ---------------- |
| 23  | Israel | AB       | Omri Ben Harush  |
| 23  | Israel | ST       | Ori Azo          |
| 25  | Polen  | TW       | Karol Niemczycki |
| 28  | Ghana  | ST       | Ebenezer Mamatah |
| 30  | Israel | ST       | Ravid Abergil    |
| 41  | Israel | TW       | Sahr Hasson      |
| 55  | Israel | TW       | Tom Carmeli      |
| 80  | Israel | ST       | Ben Levy         |
|     | Israel | AB       | Nir Bitton       |
|     | Israel | MF       | Ofir Kriaf       |
|     | Israel | MF       | Israel Coll      |
|     | Ghana  | ST       | Eugene Ansah     |
|     | Israel | ST       | Idan Dahan       |
|     | Israel | ST       | Stav Nachmani    |
|     | Israel | TW       | Tomer Amar       |

## Ehemalige Spieler
- Moshe Ohayon (2000–2006, 2009–2011, 2016–2018)
- Joško Bilić (2000–2003)
- Andrzej Kubica (2001–2002)
- Emmanuel Pappoe (2003–2005)
- Haim Revivo (2003–2004)
- Ilan Bakhar (2003–2004), israelischer Nationalspieler, Profi in Spanien, Portugal und Israel
- Asi Domb (2003–2004), israelischer Nationalspieler
- Blessing Kaku (2003–2004), ghanaischer Nationalspieler, Profi in England und Belgien
- Jani Viander (2004), finnischer Nationalspieler, Profi in Finnland, Belgien, England, Dänemark, Israel und Zypern
- Aziz Ansah (2004), ghanaischer Nationalspieler, Profi in Israel und Belgien
- Jean Dika-Dika (2005–2006), kamerunischer Internationaler, Profi bei LASK Linz
- Ernest Etchi (2005–2006), kamerunischer Internationaler
- Gadi Kinda (2011–2019)